# Nicola Di Bari (cantante)
Nicola Di Bari, pseudonimo di Michele Scommegna (Zapponeta, 29 settembre 1940), è un cantautore italiano.
È il quarto cantante che ha vinto il Festival di Sanremo per due edizioni consecutive, nel 1971 (con Il cuore è uno zingaro) e nel 1972 (con I giorni dell'arcobaleno), vincendo anche Canzonissima nel 1971. È inoltre uno dei cantanti italiani più noti all'estero, in particolare in America Latina.
Alcuni suoi brani sono diventati degli evergreen della musica italiana, al punto di essere stati reincisi in anni successivi da altri artisti: ad esempio Chitarra suona più piano, incisa da Mina nell'album Uiallalla, o La prima cosa bella, interpretata da Malika Ayane per la colonna sonora dell'omonimo film.
Nelle sue canzoni si ritrova spesso il tema dell'emigrazione e il sentimento di grande attaccamento alla terra natia e alla vita rurale, con richiami alla campagna e ai suoi colori.

## Biografia

### Gli inizi
Michele Scommegna è nato ottavo (e ultimo maschio) di dieci fratelli a Zapponeta, allora frazione del comune di Manfredonia, città nella quale da ragazzo frequenta le scuole superiori, dopo che suo padre lo iscrisse agli studi classici. Cresce nelle campagne pugliesi (il padre, Matteo Scommegna, è un agricoltore, la madre una cardatrice), lascia la Puglia per trasferirsi a Milano in cerca di affermazione come cantante; nei primi anni di permanenza nel capoluogo lombardo lavora per alcune case discografiche.

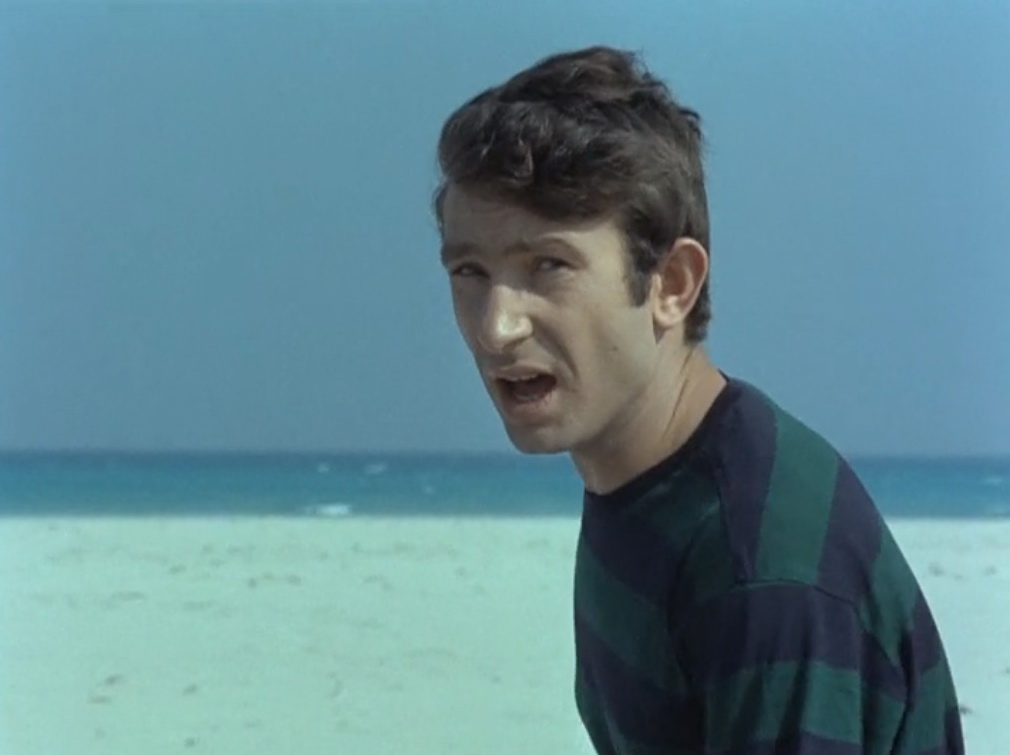
Nicola Di Bari in una scena del film Viale della canzone (1965)

Dopo averlo sentito cantare, alcuni colleghi lo spingono a intraprendere la carriera musicale, e così Michele, scelto il nome d'arte di Nicola Di Bari (in onore al santo, a cui è devoto), partecipa nel 1961 a un concorso di canzoni nuove con un suo brano, Piano... pianino..., e lo vince: comincia così a esibirsi in alcuni locali di Milano, pur continuando a lavorare di giorno.
Una sera lo ascolta il maestro Ezio Leoni, che rimane colpito dalla sua voce e lo presenta a Walter Guertler, il quale decide di proporgli un contratto per la sua casa discografica, la Jolly, e di assumerlo come magazziniere per consentirgli di avere più libertà per la sua attività musicale; la prima incisione però, Piano... pianino..., passa inosservata. Nicola continua a tenere serate, alcune delle quali in Svizzera.

### I primi successi
Nel 1964 partecipa al Cantagiro con Amore ritorna a casa, riscuotendo un discreto successo; nel medesimo periodo c'è spazio anche per una cover di Burt Bacharach, Ti tendo le braccia (Reach Out for Me). L'anno successivo si presenta al Festival di Sanremo con Amici miei (in coppia con Gene Pitney) e al Cantagiro con Piangerò.
Torna al Festival anche nel 1966 con Lei mi aspetta, e nuovamente al Cantagiro con Tremila tamburi, e ancora, per la quarta volta consecutiva, a Sanremo nel 1967 con Guardati alle spalle, in coppia con Gene Pitney.
In questi anni alla Jolly conosce e diventa amico di Luigi Tenco, e anni dopo dedicherà un intero LP alle canzoni del cantautore.
Questi primi successi lo rendono un nome noto, per cui alla fine del 1967 viene messo sotto contratto dalla RCA, che gli fa incidere una serie di cover: Se mai ti parlassero di me, versione italiana di Smile scritta da Charlie Chaplin per Tempi moderni; Il mondo è grigio il mondo è blu, versione italiana di una canzone di Éric Charden, che verrà citata anni dopo da Franco Battiato nella sua celebre Cuccurucucù, e Eternamente, ancora dal film Luci della ribalta; manca però ancora una grande affermazione, che si avrà nei primi anni del decennio successivo.
Il 21 dicembre si sposa con Agnese Girardello, a cui dedicherà qualche anno dopo la canzone Agnese. Dal matrimonio nasceranno quattro figli: Katty, Nicoletta, Mathis e Arianna, quest'ultima diventerà poi attrice.

### Gli anni settanta
La svolta si ha nel 1970: Gianni Morandi dovrebbe portare al Festival di Sanremo la canzone La prima cosa bella, canzone con la musica scritta da Nicola Di Bari e il testo da Mogol, ma il bolognese rinuncia poco prima del festival e la RCA sceglie il cantautore foggiano, da affiancare ai Ricchi e Poveri. La canzone viene classificata seconda e si rivela un grande successo, dando grande notorietà a Nicola Di Bari.
Si tratta di uno dei pezzi più melodici e orecchiabili della musica italiana del periodo, che tuttavia offriva grande qualità: a Sanremo Nicola fu preceduto da Celentano con Chi non lavora non fa l'amore, seguito al terzo posto da Sergio Endrigo e Iva Zanicchi con L'arca di Noè, al quarto posto da Eternità dei Camaleonti e Ornella Vanoni e al quinto da un'altra canzone storica, La spada nel cuore, scritta da Mogol e Carlo Donida per Patty Pravo e Little Tony.
Sull'etichetta del disco vi è riportata l'indicazione produzione Numero Uno, che è la casa discografica di Lucio Battisti: infatti Battisti, ascoltata la canzone di Nicola, si offrì di registrare il provino, e suonò quindi la chitarra, facendosi accompagnare da Franz Di Cioccio, Damiano Dattoli, Andrea Sacchi e Flavio Premoli, musicisti che collaboravano spesso alle registrazioni di Battisti.
L'arrangiatore Gian Piero Reverberi decise di utilizzare questa base, in quanto già ottima, aggiungendo l'orchestra d'archi arrangiata dallo stesso Reverberi.
Il secondo posto di Sanremo non ferma Nicola Di Bari: in estate esce con un nuovo pezzo di grande successo, Vagabondo, che conquista le classifiche anche in Sudamerica e in Spagna, e in autunno replica il successo dei 45 giri precedenti con Una ragazzina come te (cover di un brano di Bobby Darin con il testo italiano scritto da Giuseppe Lo Bianco).
Nicola Di Bari s'impone ancora al grande pubblico e vince il Festival di Sanremo nel 1971 con Il cuore è uno zingaro in coppia con Nada, nello stesso anno vince anche Canzonissima con Chitarra suona più piano, battendo in extremis Massimo Ranieri; questa canzone fu scelta anche da Mina per il suo album Uiallalla nel 1989; il brano è stato poi inciso con il titolo Guitarra Suena Mas Bajo (La Hora) anche dal gruppo musicale spagnolo Los Catinos. Il 1971 è anche l'anno di un omaggio a Luigi Tenco, con l'album Nicola Di Bari canta Luigi Tenco.
Dopo pochissimi mesi, nel 1972 trionfa ancora a Sanremo con I giorni dell'arcobaleno, presentata anche allo Eurovision Song Contest di quell'anno, a Edimburgo: in tale occasione riscosse moltissimi applausi e lusinghieri giudizi dalla critica, guadagnando un onorevole sesto posto.
Il 1973 è l'anno di Paese, che riscuote molto successo, non replicato dal 45 giri successivo, che sulle due facciate porta la firma di due giovani e ancora sconosciuti cantautori: Ad esempio... a me piace il Sud è scritta da Rino Gaetano, mentre Ti fa bella l'amore è scritta da Paolo Frescura.
Nel 1974 torna al Festival di Sanremo con minore successo (Il matto del villaggio), mentre nel 1975 escono i due ultimi singoli per la RCA Sai che bevo, sai che fumo e Beniamino.
Gli anni successivi, con il cambio di casa discografica (dalla RCA alla Carosello Records), sono anni di vendite più ridotte in Italia (con una piccola eccezione per La più bella del mondo nel 1976), e di un conseguente rallentamento dell'attività, almeno nella penisola (dove, stranamente, è anche ricordato poco nei programmi dedicati al revival).
Continua invece la carriera in Sud America, dove ha riscosso e continua a riscuotere un buon successo anche dopo il 1975: tuttora è possibile ascoltare alla radio alcune delle sue più famose canzoni degli anni settanta incise in spagnolo.
Ha composto anche alcune canzoni in questa lingua, la cui versione italiana non è stata però pubblicata, come nel caso di El ultimo pensamiento (L'ultimo pensiero), cantata in italiano da Nicola Di Bari solo in un'apparizione televisiva.
Nicola Di Bari ha praticato anche la motonautica e nel settembre 1977, al debutto, è stato protagonista di un incidente a Bellagio, nel corso del 7º Giro del Lario, quando il motore del suo motoscafo si è incendiato, per fortuna senza conseguenze.

### Dopo gli anni settanta
Nel 1986 incide in Italia l'ultimo album in vinile dal titolo Innamorarsi le cui tracce però saranno più famose nelle versioni spagnole, come Rosa e Mare. Nello stesso periodo ritorna a fare concerti in Italia con tiepido successo.
Nel 1990 propone a Sanremo il brano Occhi di donna, ma viene scartato dalla commissione selezionatrice. A metà anni novanta escono un paio di CD con re-incisioni dei suoi brani più noti degli anni settanta.
Nei primi anni duemila riacquista maggiore notorietà grazie alla ripubblicazione in CD di antologie di sue canzoni celebri, grazie alle "cover" di altri artisti e ai "revival". Continua ad effettuare concerti in America Latina e pubblica un nuovo album in italiano: Un lungo viaggio d'amore.
Nel 2009 ritorna in tv dopo tanti anni lontano dal mondo dello spettacolo italiano: viene invitato da Antonello Piroso a Niente di personale, programma di prima serata su La7, dove esegue la cover italiana di Light My Fire del quartetto statunitense The Doors, accompagnato dal vivo dalla Montefiori Cocktail band.
Nel 2010 ottiene il premio Armando Gill alla carriera, premio consegnatogli a Grottolella in provincia di Avellino; nello stesso anno effettua un nuovo tour in America Latina.
Il 27 aprile 2011 è ospite di Barbara D'Urso a Pomeriggio Cinque. 
Il 26 agosto 2013 riceve la cittadinanza onoraria del piccolo paese di San Pantaleo, in Sardegna.
Il 13 febbraio 2014 la Planet Records licenzia La mia verità, album che contiene inediti e un nuovo arrangiamento dei suoi successi.
Il 28 ottobre 2020 viene ricoverato per un malore.
Ritorna in tv come ospite nel programma condotto da Mara Venier Domenica in il 7, il 14, il 28 gennaio e il 4 febbraio 2024.

### Il cinema
Negli anni settanta l'attività artistica di Nicola Di Bari ha interessato anche il cinema: ha partecipato al film poliziesco Torino nera del 1972, con la regia di Carlo Lizzani e a fianco di Bud Spencer.
In precedenza aveva recitato con altri due cantanti, Don Backy e Caterina Caselli, nel film L'immensità (La ragazza del Paip's) del 1967, diretto da Oscar De Fina e ne La ragazza del prete, del 1970, diretto da Domenico Paolella.
Nel 2010, prodotto da Indiana Production Company, Motorino Amaranto, Medusa Film, giunge sugli schermi cinematografici il film di Paolo Virzì dal titolo La prima cosa bella. La colonna sonora contempla diverse canzoni della stagione dei "sessanta" tra le quali spicca la canzone omonima del titolo. Nel film si ascolta sia la versione originale, sia una cover interpretata da Malika Ayane.
Nel 2020 ha una parte in Tolo Tolo, il film prodotto da Taodue per la regia di Luca Medici (in arte Checco Zalone), in cui Nicola interpreta lo zio del protagonista, ansioso di incassare il risarcimento dello Stato per la sua morte presunta.

## Discografia

### Album in studio
- 1965 - Nicola Di Bari
- 1970 - Nicola Di Bari
- 1971 - Nicola Di Bari
- 1971 - Nicola Di Bari canta Luigi Tenco
- 1972 - I giorni dell'arcobaleno
- 1973 - Paese
- 1973 - Un altro Sud
- 1973 - La colomba di carta
- 1974 - Ti fa bella l'amore
- 1977 - Nicola Di Bari
- 1981 - Passo dopo passo
- 1982 - L'amore è...
- 1985 - Innamorarsi
- 1995 - Il meglio di Nicola Di Bari
- 1999 - I più grandi successi
- 2001 - Un lungo viaggio d'amore
- 2014 - La mia verità

## Partecipazioni al Festival di Sanremo
| Anno e Categoria         | Brani (autori - compositori) | Piazzamento   | Abbinamento     |
| ------------------------ | ---------------------------- | ------------- | --------------- |
| Festival di Sanremo 1965 | Amici miei                   | 2º            | Gene Pitney     |
| Festival di Sanremo 1966 | Lei mi aspetta               | non finalista | Gene Pitney     |
| Festival di Sanremo 1967 | Guardati alle spalle         | non finalista | Gene Pitney     |
| Festival di Sanremo 1970 | La prima cosa bella          | 2º            | Ricchi e Poveri |
| Festival di Sanremo 1971 | Il cuore è uno zingaro       | 1º            | Nada            |
| Festival di Sanremo 1972 | I giorni dell'arcobaleno     | 1º            |                 |
| Festival di Sanremo 1974 | Il matto del villaggio       | finalista     |                 |

## Partecipazioni all'Eurovision Song Contest
| Anno e Categoria             | Brani (autori - compositori) | Piazzamento |
| ---------------------------- | ---------------------------- | ----------- |
| Eurovision Song Contest 1972 | I giorni dell'arcobaleno     | 6º          |

## Filmografia
- I ragazzi dell'Hully Gully, regia di Marcello Giannini (1964)
- Questi pazzi, pazzi italiani, regia di Tullio Piacentini (1965)
- Viale della canzone, regia di Tullio Piacentini (1965)
- Altissima pressione, regia di Enzo Trapani (1965)
- L'immensità (La ragazza del Paip's), regia di Oscar De Fina (1967)
- La ragazza del prete, regia di Domenico Paolella (1970)
- Torino nera, regia di Carlo Lizzani (1972)
- Tolo Tolo, regia di Checco Zalone (2020)

## Doppiatori italiani
- Massimo Turci in La ragazza del prete
- Pino Colizzi in Torino nera